# Tunguhnúkur
Tunguhnúkur är en bergstopp i republiken Island. Den ligger i regionen Norðurland vestra, i den nordvästra delen av landet, 200 km norr om huvudstaden Reykjavík. Toppen på Tunguhnúkur är 545 meter över havet, eller 421 meter över den omgivande terrängen. Bredden vid basen är 3,9 km.
Trakten runt Tunguhnúkur är nära nog obefolkad, med mindre än två invånare per kvadratkilometer. Närmaste större samhälle är Blönduós, 11,3 km sydväst om Tunguhnúkur. Trakten runt Tunguhnúkur består i huvudsak av gräsmarker.